# The Obsidian Conspiracy
The Obsidian Conspiracy – siódmy album amerykańskiego metalowego zespołu Nevermore, którego premierę zapowiedziano na 31 maja 2010 roku przez Century Media Records. 
Na potrzebny wydawnictwa oprócz autorskich kompozycji zespołu muzycy zarejestrowali interpretacje z repertuaru The Doors ("The Crystal Ship") i The Tea Party ("Transmission").

## Lista utworów
Opracowano na podstawie materiału źródłowego.
1. The Termination Proclamation – 3:12
2. Your Poison Throne – 3:54
3. Moonrise (Through Mirrors of Death) – 4:03
4. And the Maiden Spoke – 5:00
5. Emptiness Unobstructed – 4:39
6. The Blue Marble and the New Soul – 4:41
7. Without Morals – 4:19
8. The Day You Built the Wall – 4:23
9. She Comes in Colors – 5:34
10. The Obsidian Conspiracy   – 5:16
11. The Crystal Ship (cover The Doors) – 2:46 (utwór dodatkowy)
12. Transmission (cover The Tea Party) – 3:26 (utwór dodatkowy)

| Bonus CD 2 |
| --- |
| 1. Your Poison Throne – without guitar 2. Your Poison Throne – guitar only 3. The Obsidian Conspiracy – without guitar 4. The Obsidian Conspiracy – guitar only 5. Video Enhancement: Play–along video for the song Your Poison Throne with guitar–playing instructions from Jeff Loomis 6. Video Enhancement: Play–along video for the song The Obsidian Conspiracy with guitar–playing instructions from Jeff Loomis 7. Guitar tabs of both songs as PDF files |

## Twórcy
Opracowano na podstawie materiału źródłowego.
| - Warrel Dane – śpiew - Jeff Loomis – gitara - Jim Sheppard – gitara basowa - Van Williams – perkusja | - Peter Wichers – produkcja muzyczna, inżynieria dźwięku - Andy Sneap – miksowanie, mastering - Travis Smith – oprawa graficzna |

## Listy sprzedaży
| Lista               | Kraj       | Pozycja |
| ------------------- | ---------- | ------- |
| Mahasz              | Węgry      | 27      |
| YLE                 | Finlandia  | 35      |
| IFPI Greece         | Grecja     | 3       |
| MegaCharts          | Holandia   | 69      |
| Sverigetopplistan   | Szwecja    | 41      |
| Schweizer Hitparade | Szwajcaria | 40      |
| SNEP                | Francja    | 108     |
| Ultratop            | Belgia     | 87      |
| Ö3 Austria Top 40   | Austria    | 34      |